# Liste der Kulturdenkmale in Karlsruhe-Daxlanden
In der Liste der Kulturdenkmale in Karlsruhe-Daxlanden werden alle unbeweglichen Bau- und Kunstdenkmale in Daxlanden aufgelistet, die in der städtischen „Datenbank der Kulturdenkmale“ geführt sind.
Diese Liste ist nicht rechtsverbindlich. Eine rechtsverbindliche Auskunft ist lediglich auf Anfrage bei der Unteren Denkmalschutzbehörde der Stadt Karlsruhe erhältlich.

## Allgemein
- Bild: Zeigt ein ausgewähltes Bild aus Commons, „Weitere Bilder“ verweist auf die Bilder im Medienarchiv Wikimedia Commons.
- Bezeichnung: Nennt den Namen, die Bezeichnung oder die Art des Kulturdenkmals.
- Lage: Straßenname und Hausnummer oder Flurstücknummer des Kulturdenkmals, gegebenenfalls auch den Ortsteil. Die Grundsortierung der Liste erfolgt nach dieser Adresse. Der Link (Karte) führt zu verschiedenen Kartendiensten mit der Position des Kulturdenkmals. Fehlt dieser Link, wurden die Koordinaten noch nicht eingetragen. Sind diese bekannt, können sie über ein Tool mit einer Kartenansicht einfach nachgetragen werden. In dieser Kartenansicht sind Kulturdenkmale ohne Koordinaten mit einem roten bzw. orangen Marker dargestellt und können durch Verschieben auf die richtige Position in der Karte mit Koordinaten versehen werden. Kulturdenkmale ohne Bild sind an einem blauen bzw. roten Marker erkennbar.
- Datierung: Baubeginn, Fertigstellung, Datum der Erstnennung oder grobe zeitliche Einordnung entsprechend des Eintrags in der zuständigen Denkmaldatenbank (Landesamt für Denkmalpflege Baden-Württemberg).
- Beschreibung: Kurzcharakteristik des Kulturdenkmals.

## Daxlanden
| Bild           | Bezeichnung                                                              | Lage | Datierung                      | Beschreibung | ID |
| -------------- | ------------------------------------------------------------------------ | --- | ------------------------------ | --- | -- |
|                | Rheinstrandsiedlung (Sachgesamtheit)                                     | Am Anger 1-26 (ohne 6 a-c) Feldblumenweg 1-11, 2-8 Grillenweg 1-3 Karl-Delisle-Str. 3-14 Karl-Delisle-Straße Kiebitzweg 1, 9-19, 2-4 Kleiner Anger 2 Lindenallee 5-29 Panoramaweg 9-19 Pappelallee 2-14 Schmetterlingweg 1-3 Wiesenblumenweg 1-11 Zikadenweg 1-3 (Karte) | 1936                           | 2. Kleinhaussiedlung von 1936–1939, erbaut durch den Mieter- und Bauverein (Sachgesamtheit) Geschützt nach § 2 DSchG | BW |
|                | Wegkreuz                                                                 | Daxlander Straße, auf dem Friedhof (Flst. 7549) (Karte) | 1952                           | Wegkreuz, 1952 von Hans Graef. Geschützt nach § 2 DSchG | BW |
|                | Einhaus                                                                  | Federbachstr. 12 (Flst. 15494) (Karte) | zweite Hälfte 18. Jahrhundert  | Quererschlossenes Einhaus, zweite Hälfte 18. Jahrhundert. Geschützt nach § 2 DSchG | BW |
|                | Einhaus                                                                  | Federbachstr. 14 (Flst. 15493) (Karte) | zweite Hälfte 18. Jahrhundert  | Quer erschlossenes Einhaus, zweite Hälfte 18. Jahrhundert Geschützt nach § 2 DSchG | BW |
|                | Einhaus                                                                  | Federbachstr. 22 (Flst. 15482) (Karte) | zweite Hälfte 18. Jahrhundert  | Quererschlossenes Einhaus, zweite Hälfte 18. Jahrhundert Geschützt nach § 2 DSchG | BW |
|                | Federbachschule                                                          | Federbachstr. 28 (Flst. 15474/1) (Karte) | 1881                           | Federbachschule, 1881–1882 nach Entwürfen der Großherzoglichen Bezirksbauinspektion unter Karl Philipp Dyckerhoff gebaut. Geschützt nach § 2 DSchG | BW |
|                | Eckpfosteninschrift                                                      | Federbachstr. 47 (Flst. 15437) (Karte) | 1787                           | Eckpfosteninschrift von 1787 Geschützt nach § 2 DSchG | BW |
|                | Wegkreuz Daxlanden                                                       | Fritschlachweg (Flst. 17324) (Karte) | 1776                           | Wegkreuz, bezeichnet mit 1776 Geschützt nach § 2 DSchG |    |
|                | Wohnhaus eines ehemaligen landwirtschaftlichen Anwesens                  | Hahnenstr. 6 (Flst. 15925) (Karte) | 1. Hälfte 18. Jahrhundert      | Wohnhaus eines ehemaligen landwirtschaftlichen Anwesens, erste Hälfte des 18. Jahrhunderts, im 19. und frühen 20. Jahrhundert Domizil der Daxlander Kinderschule. Geschützt nach § 2 DSchG | BW |
|                | Vogelwarte Rappenwört                                                    | Hermann-Schneider-Allee 47 (Flst. 19529/12) (Karte) | 1928–1929                      | Vogelwarte Rappenwört, 1928–1929 vom Städtischen Hochbauamt, Entwurf Walter Merz Geschützt nach § 2 DSchG | BW |
| Weitere Bilder | Rheinstrandbad Rappenwört                                                | Hermann-Schneider-Allee 50-54 (Flst. 19479) (Karte) | 1928–1929                      | Rheinstrandbad Rappenwört mit Gaststättengebäude, Umkleidebauten, Kiosken, Naturbecken, Grünanlagen. Zugehörig auch das große Rasenparterre östlich des Bades, die „Eiswiese“ und dem unmittelbar anschließenden Straßenbahnwendezirkel. Vorplanungen seit 1925, entstanden 1928–1929, Gesamtplanung Stadtbaurat Karl Pflästerer, sämtliche Hochbauten vom Städtischen Hochbauamt, Robert Amann Geschützt nach § 2 DSchG |    |
|                | Kleinhaussiedlung                                                        | Holländerstr. 5-17, Valentinstr. 2-16 (Flst. 18359) (Karte) | 1918–1919                      | Kleinhaussiedlung, erbaut 1918–1919 vom Städtischen Hochbauamt, Planung Robert Amann Geschützt nach § 2 DSchG | BW |
|                | Wegkreuz                                                                 | Im Jagdgrund (Flst. 17433) (Karte) | 1732                           | Wegkreuz, bezeichnet mit 1732 Geschützt nach § 2 DSchG | BW |
|                | Wohnhaus einer ehemaligen Hofanlage                                      | Inselstr. 17 (Flst. 15510) (Karte) | 1723                           | Wohnhaus einer ehemaligen Hofanlage, bezeichnet mit 1723 Geschützt nach § 2 DSchG | BW |
|                | Katholische Kirche St. Valentin                                          | Inselstr. 25 (Flst. 15514) (Karte) | 1713                           | Katholische Kirche St. Valentin, 1713–1723 erbaut von Johann Michael Ludwig Rohrer, 1834–1835 nach Plänen von Johann Ludwig Weinbrenner nach Westen verlängert, neue Fassade und Empore, barocke Innenausstattung Geschützt nach § 2 DSchG | BW |
|                | Kriegerdenkmal Daxlanden                                                 | Inselstr., St. Valentinsplatz (Flst. 15514) (Karte) | 1870                           | Kriegerdenkmal 1870/71, errichtet 1895 auf Initiative des örtlichen Militärvereins Geschützt nach § 2 DSchG | BW |
|                | Gefallenendenkmal Daxlanden                                              | Kastenwörtstraße / Kirchplatz (Flst. 15319) (Karte) | 1914                           | Gefallenendenkmal 1914–1918, 1939–1945. Auf Initiative eines örtlichen Denkmalkomitees 1930–1932 von Bildhauer Carl Egler errichtet. Inschrift nach dem Zweiten Weltkrieg erweitert Geschützt nach § 2 DSchG | BW |
|                | Evangelische Thomaskirche Daxlanden (Sachgesamtheit)                     | Kopernikusstr. 2-4 (Flst. 15040) (Karte) | 1939, 1958–1960 Fertigstellung | Evangelische Thomaskirche, Baubeginn 1939, 1958–1960 nach völlig überarbeiteten Plänen errichtet von Otto Bartning. Mit Pfarrhaus und Kindergarten nach Bartnings Konzeption errichtet von Hermann Zelt. Sie ist die erste evangelische Kirche im überwiegend katholischen Daxlanden außerhalb des alten Ortskernes in reizvoller Lage am Albgrün, 1958–1960 erbaut von dem aus Karlsruhe stammenden, hauptsächlich in Berlin und Heidelberg tätigen Otto Bartning (1883–1959), dem bedeutendsten protestantischen Kirchenbauer des 20. Jahrhunderts in Deutschland. Nach der Markuskirche und der ‚Notkirche’ im Weiherfeld (Friedenskirche) ist sie die dritte Kirche des Architekten in Karlsruhe, neben dem Brunnenraum auf der Brüsseler Weltausstellung und der deutschen Schule in Lissabon eines der letzten Werke des Architekten. Die ursprünglichen Pläne stammen aus dem Jahr 1938, wurden jedoch wegen des Kriegsausbruchs 1939 nur bis zur Kellerdecke ausgeführt. Erst nach Bartnings Tod wurde sie (leicht verändert) fertig gestellt von seinem langjährigen Mitarbeiter Otto Dörzbach. Der angeschlossene Kindergarten und das Pfarrhaus wurden Bartnings Konzeption entsprechend errichtet von Hermann Zelt. Die Thomaskirche ist ein dreischiffiger, basilikaler Bau mit komplexer Chorlösung. Der Turm steht als Campanile neben der Eingangsfront. Die besondere Stellung im Kirchenbau besteht darin, dass hier erstmals moderne Baustoffe wie Beton, Stahl und Glas im Wechsel mit Holz, Naturstein und Ziegel unverkleidet verwendet wurden. Mit 600 Sitzplätzen gehört sie zu den Großkirchen in Karlsruhe. Sie wird vorwiegend für Gottesdienste und Konzerte genutzt. Die Wagner-Orgel aus den Jahren 1961/65 besitzt drei Manuale mit 44 Registern und verfügt über ein heutzutage seltenes Auxiliär. Das Bauwerk zeigt Bartnings Streben, nach einer beispielgebenden 50-jährigen Bautätigkeit auch dem evangelischen Kirchenbau der späten 1950er Jahre noch neue Impulse zu geben, die in Richtung auf eine symbolhafte und metaphysische Akzentuierung zielen. So greift er einerseits mit dem schiffsbugartig nach oben gezogenen Chorhaupt auf eine Idee seiner expressionistischen Phase der 1920er Jahre zurück (Wettbewerbsentwurf für die Schwedische Kirche in Berlin 1923), andererseits versucht er mit dem das Innere beherrschenden Chorfenster (Farbverglasung von Klaus Arnold, Karlsruhe) den spirituellen Charakter des Gottesdienstraumes zu betonen. Wie in einem Schiff oder wie Jona im Fisch soll die Gemeinde Geborgenheit auch sinnlich erfahren. Als Spätwerk Otto Bartnings und als wichtiges Zeugnis für den protestantischen Kirchenbau ist die Thomaskirche aus vornehmlich künstlerischen und wissenschaftlichen Gründen ein Kulturdenkmal. Text: Dr. Gerhard Kabierske, Südwestdeutsches Archiv für Architektur und Ingenieurbau, Pfarrer Rolf Weiß Geschützt nach § 2 DSchG | BW |
|                | Inschriftstein                                                           | Kornweg 29 (Flst. 7554) | 1829                           | Inschriftstein an Außenwand des heutigen Gebäudes der Appenmühle, Teil eines alten Mühlsteins, bezeichnet mit 1829 Geschützt nach § 2 DSchG |    |
|                | Wegkreuz                                                                 | Lindenallee, Brunnenäckerweg (Flst. 18462) (Karte) | 1792                           | Wegkreuz, bezeichnet mit 1792 Geschützt nach § 2 DSchG | BW |
|                | Wohnhaus einer ehemaligen Hofanlage                                      | Malvenstr. 13 (Flst. 15451) (Karte) | 2. Hälfte 17. Jahrhundert      | Wohnhaus einer ehemaligen Hofanlage, zweite Hälfte 17. Jahrhundert Geschützt nach § 2 DSchG | BW |
|                | Grund- und Hauptschule Daxlanden                                         | Pfalzstr. 8 (Flst. 15318) (Karte) | 1903                           | Grund- und Hauptschule Daxlanden, 1903–1915 nach Plänen von Friedrich Häußler, Erweiterung nach Entwurf von Robert Amann, Städtisches Hochbauamt Geschützt nach § 2 DSchG | BW |
|                | Wohnhaus einer ehemaligen Hofanlage                                      | Pfarrstr. 12b (Flst. 15520) (Karte) | Ende 18. Jahrhundert           | Wohnhaus einer ehemaligen Hofanlage, Ende 18. Jahrhundert Geschützt nach § 2 DSchG | BW |
|                | Gasthaus Krone                                                           | Pfarrstr. 18 (Flst. 15518) (Karte) | frühes 19. Jahrhundert         | Gasthaus Krone, frühes 19. Jahrhundert, Umbauten zwischen 1903 und 1920er Jahre in Form eines malerischen Bauensembles mit Innenausstattung nach Entwürfen des Malers Wilhelm Volz Geschützt nach § 2 DSchG | BW |
|                | Wohnhaus einer ehemaligen Hofanlage                                      | Pfarrstr. 30 (Flst. 15467) (Karte) | 1707                           | Wohnhaus einer ehemaligen Hofanlage, bezeichnet mit 1707 Geschützt nach § 2 DSchG | BW |
|                | Altes Rathaus Daxlanden                                                  | Pfarrstr. 51 (Flst. 15474) (Karte) | um 1850                        | Rathaus, um 1850 nach Plänen von Bauinspektor Müller, seit 1910 Federbachschule Geschützt nach § 2 DSchG | BW |
|                | Wohnhaus einer ehemaligen Hofanlage                                      | Pfarrstr. 53 (Flst. 15443) (Karte) | 1711                           | Wohnhaus einer ehemaligen Hofanlage, bezeichnet mit 1711 Geschützt nach § 2 DSchG | BW |
|                | Wegkreuz                                                                 | Pfarrstraße, neben der Federbachschule (Flst. 15474) (Karte) | 1870                           | Wegkreuz, 1870er Jahre Geschützt nach § 2 DSchG | BW |
| Weitere Bilder | Luftschutzbunker Appenmühle                                              | Rheinhafenstr. 47 (Flst. 15079) (Karte) | 1942                           | Luftschutzbunker Appenmühle, erbaut 1942–1943 nach Plänen von Stadtbaurat Paul Brömme Geschützt nach § 2 DSchG |    |
|                | Bildstock                                                                | Rheinstrandallee, Gewann Mordheck (Flst. 18947/1) | 1792                           | Bildstock, bezeichnet mit 1792 Geschützt nach § 2 DSchG |    |
|                | Doppelwohnhaus mit Einfriedung                                           | Römerstr. 20-22 (Flst. 15161, 15161/1) (Karte) | 1924                           | Doppelwohnhaus mit Einfriedung, 1924–1925 von Betzel & Langstein Geschützt nach § 2 DSchG | BW |
|                | Wohnhaus mit Einfriedung                                                 | Römerstr. 24 (Flst. 15153) (Karte) | 1912                           | Wohnhaus mit Einfriedung, 1912 von Gustab Koch Geschützt nach § 2 DSchG | BW |
|                | Wegkreuz                                                                 | St. Valentins Platz (Flst. 15440) (Karte) | 1816                           | Wegkreuz, bezeichnet mit "Daxlandt 1816" Geschützt nach § 2 DSchG | BW |
|                | Wegkreuz                                                                 | Turnerstr. 6 (Flst. 15321) | 1792                           | Wegkreuz, bezeichnet mit 1792 Geschützt nach § 2 DSchG |    |
|                | Katholische Heilig-Geist-Kirche mit Pfarrhaus Daxlanden (Sachgesamtheit) | Turnerstr. 6, Kastenwörtstr. 23 (Flst. 15321) (Karte) | 1910                           | Katholische Hl.-Geist-Kirche mit Pfarrhaus, erbaut 1910–12 von Oberbaurat Johannes Schroth. Die Daxlander Valentinskirche war zu Beginn des 20. Jahrhunderts zu klein geworden. Deshalb entstand in der Mitte des Orts die neue katholische Pfarrkirche Heilig Geist. Die Grundsteinlegung war am 4. Juni 1911. Dem Neubau der Heilig-Geist-Kirche standen, wie so oft, finanzielle Hindernisse entgegen. Aus der Anzahl von 3.500 Katholiken war der Bedarf von rund 1.000 Plätzen im Neubau errechnet worden. Ein solches Gotteshaus war zum Preis von etwa 200.000 Mark zu bekommen. Die Gemeinde allerdings hatte lediglich um die 30.000 Mark auf ihrem Konto. Der Rest sollte über Hypotheken finanziert werden, was nicht bei allen Gemeindemitgliedern auf Zustimmung stieß. Als Daxlanden zum 1. Januar nach Karlsruhe eingemeindet wurde und somit die Gemeinde nicht mehr zum Dekanat Ettlingen gehörte, sondern sich plötzlich in der Diaspora fand, konnten über den St. Bonifaz-Verein etwa 120.000 Mark aufgebracht werden. Damit war der Kirchenneubau nach Entwürfen des Architekten Johannes Schroth aus der erzbischöflichen Bauverwaltung in Freiburg gesichert. Von Schroth stammen unter anderem auch die Bonifatiuskirche in der Weststadt und der katholische Oberstiftungsrat, heute Polizeipräsidium. Die Heilig-Geist-Kirche im Stile einer neoromanischen Basilika, die auf dem Areal eines ehemaligen Friedhofs entstand, zeichnet sich unter anderem durch ihre großen Ausmaße, eine offene Vorhalle und einen ungewöhnlich hoch aufragenden Turm aus. Das Gotteshaus wurde im Jahre 1912 geweiht. Geschützt nach §§ 2 (Sachgesamtheit) DSchG | BW |
|                | Wegkreuz                                                                 | Valentinstr., bei der Einmündung der Agathenstr. (Flst. 18465) (Karte) | 1795                           | Wegkreuz, bezeichnet mit 1795 Geschützt nach § 2 DSchG | BW |
|                | Wohnhaus                                                                 | Vorderstr. 59 (Flst. 15562) (Karte) | 18./frühes 19. Jahrhundert     | Wohnhaus, eingeschossiges Fachwerkhaus, 18./frühes 19. Jahrhundert Geschützt nach § 2 DSchG | BW |
|                | Westwallbunker                                                           | Waidweg / Großgrund (Flstnr. 19527/8), "Großgrund", am Altrhein, nördlich des Rheinstrandbades (Karte) | 1939                           | Westwallbunker 72, Regelbau 20, Stahlbetonbau, nach dem 2. Weltkrieg durch amerikanische Streitkräfte gesprengt, 1938/39 erstellt Geschützt nach § 2 DSchG | BW |
|                | Wegkreuz                                                                 | Waidweg, Lilienstr. (Flst. 16869/3) (Karte) | 1885                           | Wegkreuz, bezeichnet mit 1885 Geschützt nach § 2 DSchG | BW |